# ビキニ航空
『ビキニ航空』（原題：Bikini Airways）は、フレッド・オーレン・レイ（ペンネームであるNicholas Juan Medina名義で）が脚本・監督を務めた2003年のアメリカのケーブルテレビ用エロティック映画。

## あらすじ
亡き叔父から航空会社（と、会社が抱える借金）を受け継いだテリー（レジーナ・ラッセル）は、裕福な石油王に2万5千ドルを出してもらい、自分の独身最後のパーティーを初フライトで行う。

## キャスト
- テリー - レジーナ・ラッセル（英語版）
- ゲイリー - Brad Bartram
- John Henry Richardson
- Dan Golden
- Kim Maddox
- Belinda Gavin
- Amy Lindsay
- Noah Frank
- Frankie Cullen
- Leland Jay
- Kimberly A. Ray
- Maya Divine
- Eric Masterson
- Dennis L. Baker
- Brad Linaweaver
- Kimber Lynn
- Paul Mack

## 背景
この映画は、製作会社American Independent Productionsが製作し、Retromedia Entertainmentが配給した。2003年の冬にプレミアムチャンネルのCinemaxとShowtimeで決まった時間にオンデマンドで数回放送された。
レイは、この映画を「思いつきで作ったが、とてもうまくいった」と語っている。そして、この作品は一連のビキニ映画の先駆けとなった。

## 評価
本作は、Dr. Gore's Movie Reviewsでは、4点満点中2.5点を獲得した。また、Tarstarkas.netでは10点満点中8点と評価されている。